# Aeroportul Billy Mitchell
Aeroportul Billy Mitchell (IATA: HNC, ICAO: KHSE, FAA LID: HSE) este un aeroport din Comitatul Dare, Carolina de Nord, Carolina de Nord, Statele Unite ale Americii ce deservește zona Hatteras⁠(d). Aeroportul a fost tranzitat în 2017 de 38 de pasageri. A fost numit după Billy Mitchell⁠(d).
Situat la o altitudine de 5 m, aeroportul dispune de 1 pistă.

## Infrastructură

### Piste
Aeroportul dispune de o singură pistă. Pista 7/25 are suprafața de asfalt și dimensiunile 3.002 picioare × 75 picioare. 